# KDB Sigfridia
Die Katholische Deutsche Burschenschaft (KDB) Sigfridia zu Bonn ist eine katholische, farbentragende und nicht-schlagende Studentenverbindung an der Rheinischen Friedrich-Wilhelms-Universität Bonn. Sie ist Gründungsmitglied des Ringes Katholischer Deutscher Burschenschaften (RKDB). Die Verbindung basiert auf dem Bekenntnis zum christlichen Glauben, akademischer Bildung, lebenslanger Freundschaft und der uneingeschränkten Achtung der Würde aller Menschen als Fundament des Grundgesetzes. Sigfridia ist fest im Bonner Verbindungsleben und darüber hinaus verwurzelt.

## Geschichte

### Gründung und Farbenstreit im Unitas-Verband
Die KDB Sigfridia wurde am 28. November 1910 unter dem Namen W.K.St.V. Unitas-Sigfridia als Tochter der Unitas-Salia gegründet. Anders als bei den meisten Studentenverbindungen stammt ihr Name nicht von deutschen Stämmen oder Regionen, sondern aus der Nibelungensage. Das schnell aufblühende Verbindungsleben wurde bald durch den Ersten Weltkrieg unterbrochen. Die Wiederaufnahme des Aktivenbetriebs nach Kriegsende gelang jedoch schnell. Im Unitas-Verband (UV) kam es in den Folgejahren zu Grundsatzdiskussionen über das korporative Leben. Dem Verband traten zahlreiche Studenten bei, welche die bisherigen studentischen Gebräuche infrage stellten. Gestützt auf den Beschluss einer Unitas-Vertreterversammlung, führte Sigfridia zum Wintersemester 1924/25 das Vollcouleur ein. Über diesen Farbeinstreit kam es zum Bruch mit dem Unitas-Verband. Diese Trennung war wesentlich folgenreicher als etwa der 1908 erfolgte Austritt der weiteren Salia-Tochter Alania Bonn aus dem UV. Zusammen mit anderen ehemaligen Unitas-Vereinen gründete Sigfridia im Oktober 1924 als neuen Verband den RKDB. Unter Beibehalt der unitarischen Prinzipien virtus, scientia, amicitia sowie des eucharistischen Prinzips, sollten diese durch das Farbentragen als Symbol zum öffentlichen Bekenntnis gelangen. Weiterhin wurde an die Tradition der urburschenschaftlichen Ideen angeknüpft. Die Synthese dieser Prinzipien bedeutete eine Erneuerung in der damaligen Zeit, die dem neuen Verband in kurzer Zeit viel Zulauf und Zustimmung brachte. Sigfridia war daran maßgeblich beteiligt.

### Auflösung und Nachkriegszeit
Während der Zeit des Nationalsozialismus wurde das Verbindungsleben unterdrückt und der RKDB im Jahr 1935 aufgelöst. Auch die KDB Sigfridia musste 1938 suspendieren. Bereits 1947 wurde die Verbindung von engagierten Alten Herren wiederbelebt und im Wintersemester 1948/49 auch die Aktivitas wiederbegründet. Im Verlauf der Nachkriegszeit wuchs die Mitgliedzahl rasant an. Zusammen mit der neuformierten KDB Rheno-Guestphalia beschloss Sigfridia 1948 die Rekonstitution des RKDB.
1959 wurde in Zürich durch Eugen Theodor Rimli, ein Mitglied der Sigfridia, die Akademische Burschenschaft der Glanzenburger (seinerzeit noch Katholische Burschenschaft der Glanzenburger), gegründet. Zu dieser unterhält die KDB Sigfridia bis heute ein Freundschaftsverhältnis.

#### Ehrenbandverleihung an Papst Johannes XXIII.
Im Jahr 1960 überreichte die Sigfridia anlässlich ihres 50. Stiftungsfestes im Rahmen einer Pilgerreise nach Rom ihr Ehrenband an Papst Johannes XXIII. Die Übergabe erfolgte in einer Audienz als Ausdruck der Verbundenheit mit der römisch-katholischen Kirche. In der Folge erhielt Sigfridia über die Apostolische Nuntiatur in Deutschland ein dankendes Telegramm von Domenico Kardinal Tardini, in dem der Papst seine Anerkennung, Verbundenheit und Segenswünsche aussprach. Die Bestattungszeremonie ihres Ehrenmitglieds am 6. Juni 1963 begleitete Sigfridia mit einer Chargenabordnung, deren Bild als Großaufnahme im L'Osservatore Romano erschien. Bis heute ist Sigfridia ihrem Ehrenmitglied verbunden, was sich auch durch Pilgerfahrten zu dessen Grab im Petersdom ausdrückt.

### Neuzeit
Nach einer Krise in Folge der Studentenunruhen gelang ab Mitte der 1970er Jahre ein erneuter Aufschwung. Sigfridia engagierte sich durchgehend im Vorortsamt des RKDB und übernahm durch das hohe Engagement im Verband und dem Dachverband AGV eine führende Rolle im katholischen Verbindungswesen. Insbesondere das Bildungsprogramm wurde in dieser Zeit ausgebaut. Jedes Semester hielten Professoren der Universität Bonn, Bundestagsabgeordnete, Bundesminister und weitere führende Persönlichkeiten aus Gesellschaft, Kirche und Wirtschaft Vorträge auf dem Sigfridenhaus.

#### Wartburggespräche
Als erste Korporation feierte Sigfridia nach dem Fall des Eisernen Vorhangs mit den Ringburschenschaften und weiteren befreundeten Verbindungen einen Europa-Kommers auf der Wartburg bei Eisenach in Reminiszenz an das Wartburgfest von 1817. Damit setzte Sigfridia in der entscheidenden Phase des deutschen Einheitsprozesses ein klares und weit vernehmbares Zeichen für die Wiedervereinigung. Diesen Impuls, verbunden mit dem Bekenntnis zur europäischen Zusammenarbeit, würdigte die damalige Bundesministerin für innerdeutsche Beziehungen, Dorothee Wilms, mit einer in der Öffentlichkeit viel beachteten Festrede, in der sie auch einen Weg zur deutschen Einheit skizzierte. In einem Grußwort übermittelte Bundeskanzler Helmut Kohl seinen Dank und seine Unterstützung für die Erinnerung an die freiheitlichen Gedanken des Wartburgfestes und das Bekenntnis zu einem geeinten Deutschland in einem freien Europa.
Dieser außerordentlich erfolgreiche Europa-Kommers veranlasste Sigfridia unter maßgeblicher Organisation ihres Philisterseniors Franz-Josef Klassen, jährlich ein Diskussionsforum auf der Wartburg abzuhalten. Das erste dieser Wartburggespräche fand im Oktober 1990 statt. Damit prägte die KDB Sigfridia in den folgenden zwanzig Jahren die inhaltliche Arbeit des RKDB nachhaltig und strahlte weit in die politisch-gesellschaftliche Öffentlichkeit aus. Diese Gesprächsreihe hatte das Ziel, den innerdeutschen sowie europäischen Dialog auf christlicher und akademischer Grundlage zu fördern. In den ersten Jahren waren die thematischen Schwerpunkte bestimmt durch die Wiedervereinigung. So wurde zu den Themen Soziale Marktwirtschaft im geeinten Deutschland, Chancen der Wiedervereinigung und die europäische Einigung referiert. Folgend wurde das Spektrum erweitert um Tagungen über Bildung, Forschung, Globalisierung und Christentum. Später unterstützte die Konrad-Adenauer-Stiftung die Wartburggespräche. Franz-Josef Klassen wurde 2010 für sein Engagement mit dem Verdienstorden des Freistaates Thüringen ausgezeichnet. Die letzten Wartburggespräche führte von 2010 bis 2014 der Cartellverband durch. Der Tradition und dem Geist der Wartburggespräche ist die Verbindung weiterhin verpflichtet und hält diese lebendig. Den 25. Jahrestag der Deutschen Einheit beging sie mit einem Festakt auf der Godesburg.
Im Rahmen der Feiern des 800. Geburtstages der Heiligen Elisabeth von Thüringen feierten Sigfridia und die RKDB-Verbindungen am 15. September 2007 die erste katholische Heilige Messe auf der Wartburg seit 480 Jahren. Die Messe zelebrierte der damalige Erzbischof von Berlin, Georg Kardinal Sterzinsky.
Zwischen 2005 und 2010 veranstaltete die KDB Sigfridia jährliche Kolloquien mit dem Collegium Josephinum Bonn. Diese Veranstaltungsreihe sprach ebenfalls eine breite Öffentlichkeit an und wurde medial begleitet. Das breite Spektrum naturwissenschaftlicher, gesellschaftlicher, religiöser, politischer und ökonomischer Themen wurde durch renommierte Referenten wie Manfred Lütz und Bernhard Vogel erschlossen.

#### Jüngste Zeit
Nach einer Phase des Niedergangs zu Beginn der 2010er Jahre wurde die Aktivitas 2015 mit Unterstützung des Bonner Ortskartells neu belebt. Maßgeblich waren hieran Kartellbrüder der Bonner Rheno-Guestphalia beteiligt. Seitdem ist die Verbindung konsolidiert und wieder mit einer stabilen Aktivitas präsent.
Im Mai 2015 konnte Sigfridia ihr 115. Stiftungsfest mit einem großen Festkommers auf der Godesburg begehen. Dieses Jubiläum wurde gewürdigt durch die Festrede des BND-Präsidenten Bruno Kahl sowie ein Grußwort des Rektors der Universität Bonn, Michael Hoch, in welchem er neben seinen Glückwünschen auch Sigfridias gemeinschaftlichen Einsatz für Universität und Gesellschaft würdigend hervorhob.

## Prinzipien
Die KDB Sigfridia steht auf den drei offiziellen Prinzipien Virtus, Scientia und Amicitia (Tugend, Wissenschaft, Freundschaft). Diese dienen als Leitlinien für das studentische und lebenslange Miteinander der Mitglieder. Diese Prinzipien prägen das Selbstverständnis der Verbindung sowie ihr Wirken im universitären, gesellschaftlichen und persönlichen Bereich.
Das Prinzip Virtus bedeutet die christliche Grundhaltung und Orientierung am katholischen Glauben und spielt eine zentrale Rolle im Selbstverständnis der KDB Sigfridia. Gottesdienste, geistliche Impulse, Einkehrtage sowie die Auseinandersetzung mit theologischen und ethischen Fragen sind fester Bestandteil des Verbindungslebens. Mitglieder anderer christlicher Konfessionen sind gemäß der Ringsatzung ebenfalls zur Teilhabe eingeladen. Die Scientia ist als Freiheit der Wissenschaft und dem Streben nach Wahrheit ebenfalls grundlegend. Als akademische Verbindung sollen die Mitglieder der KDB Sigfridia über ihr Studium hinaus interdisziplinäre Bildung anstreben, was auch durch die Semesterprogramme gefördert wird. Die Verbundenheit untereinander sowie der Lebensbund finden im Prinzip der Amicitia Ausdruck. Die Mitglieder unterstützen sich freundschaftlich während und nach der Studienzeit bis ans Lebensende.

## Verbindungsleben und Verbindungshaus
Die Sigfridia veranstaltet regelmäßig akademische, geistliche und gesellschaftliche Abende. Zu den Höhepunkten des Semesters zählen wissenschaftliche Vorträge, Kneipenabende, Festkommerse, Gottesdienste, Stammtische, das jährliche Gründungs- und Stiftungsfest sowie Wanderungen. Das Semesterprogramm verbindet traditionelle Elemente des Verbindungslebens mit modernen Impulsen.
Die Mitglieder engagieren sich sowohl lokal als auch bundesweit im RKDB und pflegen freundschaftliche Kontakte zu anderen katholischen Verbindungen in Bonn und darüber hinaus. Neben dem gesellschaftlichen Aspekt ist die gegenseitige Studienhilfe ein zentrales Anliegen der Aktivitas. Zudem bestehen einige freundschaftliche Verbindungen zu österreichischen und schweizerischen Verbindungen.
Das erste Verbindungshaus in der Gluckstraße 7 musste während der NS-Zeit verkauft werden. Heute unterhält die Sigfridia ein eigenes, denkmalgeschütztes Verbindungshaus in der Meckenheimer Allee 162 in Bonn. Es dient als zentraler Treffpunkt für Veranstaltungen, als Wohnraum für Aktive und als Ort für Austausch und Gemeinschaft.

## Farben, Couleur und Wahlspruch
Die Mitglieder der KDB Sigfridia tragen das Band in den Farben blau-orange auf weißem Grund; die Fuchsenfarben der vorläufigen Mitglieder sind weiß-orange-weiß. Die Verbindung trägt heute überwiegend ein blaues Hinterhauptcouleur im Heidelberger Format. Darüber hinaus wird manchmal noch das alte Kopfcouleur des orangen Stürmers getragen. Der Wahlspruch der Verbindung lautet „Treue um Treue“.

## Mitgliedschaft im RKDB
Als eine von sechs Gründungsverbindungen des Ringes Katholischer Deutscher Burschenschaften ist die Sigfridia seit 1924 aktives Mitglied. Mehrfach sind dabei Mitglieder der Sigfridia in das Amt des Ringpräsidenten gewählt worden, haben wichtige Ämter im Dachverband übernommen und sich intensiv in die programmatische und organisatorische Arbeit eingebracht.
Über den RKDB ist Sigfridia Mitglied in der Arbeitsgemeinschaft katholischer Studentenverbände (AGV) sowie im Europäischen Kartellverband der christlichen Studentenverbände (EKV) und wirkt dort aktiv mit.

## Bekannte Mitglieder
- Anton Baumstark (1872-1948), Professor für Philologie und Orientalistik an der Universität Bonn
- Petrus Borne OSB (1910-1976), Abt der Benediktinerabtei St. Mauritius in Tholey von 1950 bis 1976
- Meinhard Classen (1936-2019), deutscher Internist und Hochschullehrer
- Hubert Schmitt-Degenhardt (1902-1995), Regierungspräsident des Regierungsbezirkes Aachen von 1955-1967
- Erich Feldmann (1893-1978), Professor für Philosophie und Pädagogik an der Universität Bonn
- Ludwig Klassen (1933-2024), Bonner Rechtsanwalt und Kanzleigründer
- Thomas Kohnen (* 1963), Professor für Augenheilkunde und Direktor der Klinik für Augenheilkunde, Goethe-Universität Frankfurt
- Ernst Opgenoorth (1936.2018), Professor für Geschichte der frühen Neuzeit an der Universität Bonn
- Wilhelm Passavanti (1928-1998), Msgr., nicht residierender Domkapitular, Stadtdechant und Münsterpfarrer in Bonn von 1983-1998
- Eugen Theodor Rimli (1909-1973), Schweizer Journalist, Autor und Verleger
- Angelo Giuseppe Roncalli / Johannes XXIII. (1881-1963), 261. Papst der römisch-katholischen Kirche, Ehrenmitglied
- Mark Speich (* 1970), Generalsekretär der Konrad-Adenauer-Stiftung, von 2017-2025 Staatssekretär für Bundes- und Europaangelegenheiten des Landes Nordrhein-Westfalen
- Wilfried Schumacher (* 1949), Msgr., Stadtdechant und Münsterpfarrer in Bonn von 1998-2018
- Franz Schuster (1943-2021), Innen- (1992–1994) und Wirtschaftsminister (1994–2003) des Freistaates Thüringen.
- Horst Urbach (* 1962), Ärztlicher Direktor der Klinik für Neuroradiologie, Universitätsklinik Freiburg [46]